# Radka Kahlefeldt
Radka Kahlefeldt née Vodičková le 7 novembre 1984 à Jablonec nad Nisou dans la Région de Liberec en République tchèque, est une triathlète professionnelle, championne d'Europe de duathlon et multiple vainqueur sur Ironman 70.3.

## Biographie

### Jeunesse
Radka Vodičková née dans une ville industrielle ou la pollution de l'air la rend souvent malade. Son père trouve un emploi de professeur de tennis en Allemagne, proche de la frontière Suisse et Autrichienne. Après un mois de travail, il le rejoigne et elle apprend rapidement à parler l'allemand. L'endroit en altitude et à l'air plus sain lui permet de guérir rapidement de ses maladies pulmonaires. Elle pratique le tennis avec sa sœur de trois ans sa cadette et rejoint le club de ski de fond, elle pratique également le cross country. Après deux années, ils retournent en République tchèque et cherchent une ville à la qualité de vie comparable à celle qu'ils quittent en Allemagne. La famille s'installe finalement à Jablonec.
Elle continue la pratique du ski de fond et fait un peu de natation et de VTT, elle pratique aussi un peu le cyclisme sur route. L'entraineur du club de triathlon local la sollicite, celui-ci n'ayant pas de triathlète féminines, c'est à cette occasion qu'elle fait ses débuts en triathlon.

### Carrière en triathlon
Radka Vodičková commence sa carrière comme duathlète, ces qualités en natation étant encore insuffisantes. À l'âge de vingt ans, un nouvel entraineur lui donne une formation rigoureuse et de qualité en triathlon. Avec beaucoup de travail technique, elle se prépare à entrer sur le circuit courte distance de la Fédération internationale de triathlon (IUT). Elle commence aussi à voyager pour ces premiers stages d'entrainement internationaux. En 2012, Radka finit 20e des Jeux olympiques d'été de 2012 en 2 h 2 min 34 s. À partir de 2014 elle s'adonne sur longue distance, ses plus beaux palmarès sont sa troisième place au championnat du monde Challenge 2018 et sa médaille d'Argent à ce même championnat situé à Šamorín (Slovaquie) en 2019,.

### Vie privée
Radka a grandi dans sa ville natale de Jablonec nad Nisou dans le nord de la République tchèque, a ensuite vécu à Hellikon en Suisse et depuis mai 2017 en Australie après son mariage un an plus tôt avec le triathlète professionnel Australien Brad Kahlefeldt, le couple donne naissance à leur premier enfant en janvier 2018.

## Palmarès
Les tableaux présentent les résultats les plus significatifs (podium) obtenus sur le circuit international de triathlon et de duathlon depuis 2007,.

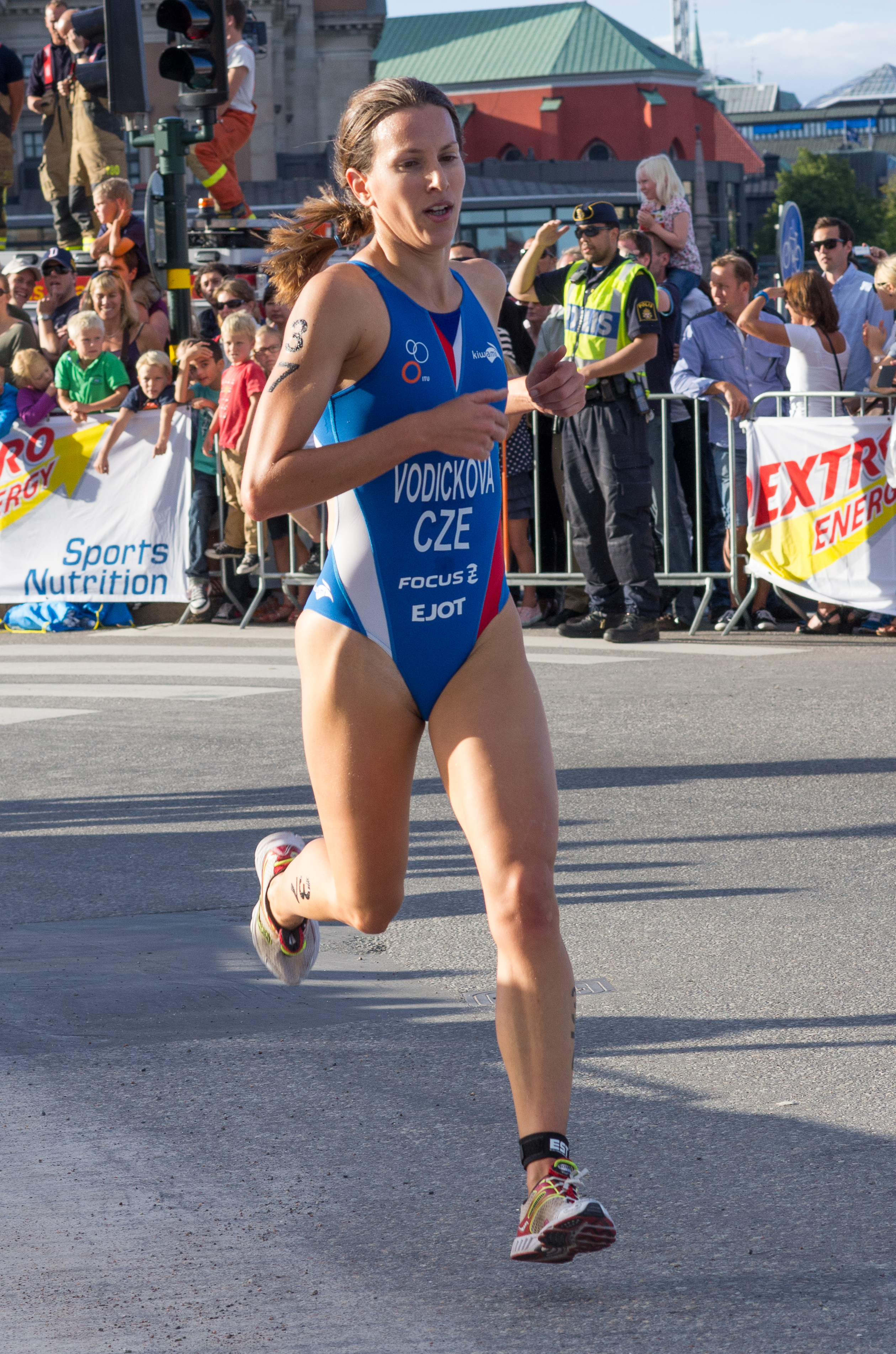
Radka à Stockholm en 2012

| Année | Compétition                              | Pays             | Position      | Temps           |
| ----- | ---------------------------------------- | ---------------- | ------------- | --------------- |
| 2019  | Ironman 70.3 Geelong                     | Australie        | Médaille d'or | 4 h 9 min 55 s  |
| 2019  | Ironman 70.3 Astana                      | Kazakhstan       | Médaille d'or | 4 h 7 min 43 s  |
| 2019  | Ironman 70.3 Davao                       | Philippines      | Médaille d'or | 4 h 16 min 52 s |
| 2018  | Ironman 70.3 Western Sydney              | Australie        | Médaille d'or | 4 h 12 min 26 s |
| 2018  | Ironman 70.3 Taupo                       | Nouvelle-Zélande | Médaille d'or | 4 h 20 min 47 s |
| 2018  | Ironman 70.3 Philippines                 | Philippines      | Médaille d'or | 4 h 14 min 36 s |
| 2018  | Ironman 70.3 Vietnam                     | Vietnam          | Médaille d'or | 4 h 14 min 36 s |
| 2018  | Ironman 70.3 Davao                       | Philippines      | Médaille d'or | 4 h 25 min 38 s |
| 2017  | Ironman 70.3 Subic Bay                   | Philippines      | Médaille d'or | 4 h 22 min 13 s |
| 2016  | Ironman 70.3 Hefei                       | Chine            | Médaille d'or | 4 h 13 min 50 s |
| 2016  | Ironman 70.3 Putrajaya                   | Malaisie         | Médaille d'or | 4 h 22 min 16 s |
| 2015  | Ironman 70.3 Port Macquarie              | Australie        | Médaille d'or | 4 h 26 min 39 s |
| 2014  | Ironman 70.3 Port Macquarie              | Australie        | Médaille d'or | 4 h 30 min 40 s |
| 2014  | Ironman 70.3 St. Croix                   | États-Unis       | Médaille d'or | 4 h 30 min 13 s |
| 2014  | Ironman 70.3 Putrajaya                   | Malaisie         | Médaille d'or | 4 h 23 min 9 s  |
| 2012  | Laguna Phuket Triathlon                  | Malaisie         | Médaille d'or | 2 h 50 min 41 s |
| 2012  | 5150 Berlin                              | Allemagne        | Médaille d'or | 2 h 3 min 32 s  |
| 2011  | Laguna Phuket Triathlon                  | Malaisie         | Médaille d'or | 2 h 54 min 18 s |
| 2009  | Laguna Phuket Triathlon                  | Malaisie         | Médaille d'or | 2 h 46 min 15 s |
| 2009  | Coupe d'Europe - l'étape de Karlovy Vary | Tchéquie         | Médaille d'or | 2 h 3 min 51 s  |
| 2009  | Coupe d'Europe - l'étape de Quarteira    | Portugal         | Médaille d'or | 2 h 2 min 10 s  |
| 2009  | Coupe d'Europe - l'étape d'Eğirdir       | Turquie          | Médaille d'or | 2 h 3 min 25 s  |
| 2009  | Coupe d'Europe - l'étape de Pontevedra   | Espagne          | Médaille d'or | 2 h 0 min 36 s  |
| 2008  | Coupe d'Europe - l'étape de Holten       | Pays-Bas         | Médaille d'or | 2 h 3 min 57 s  |
| 2008  | Coupe d'Europe - l'étape de Brno         | Tchéquie         | Médaille d'or | 2 h 8 min 11 s  |

| Année | Nombres | Étapes                                                                                  |
| ----- | ------- | --------------------------------------------------------------------------------------- |
| 2020  | 1       | Wanaka                                                                                  |
| 2019  | 4       | Peguera, Davos, Prague, Walchsee + Médaillée d’Argent du championnat du monde Challenge |
| 2018  | 1       | Taïwan + Médaillée de Bronze du championnat du monde Challenge                          |
| 2014  | 1       | Batemans Bay                                                                            |
| Total | 7       | 7 pays différents                                                                       |

| Année | Compétition                       | Pays        | Position          | Temps           |
| ----- | --------------------------------- | ----------- | ----------------- | --------------- |
| 2013  | Powerman Malaisie                 | Malaisie    | Médaille d'or     | 3 h 17 min 19 s |
| 2012  | Powerman Malaisie                 | Malaisie    | Médaille d'or     | 3 h 19 min 23 s |
| 2011  | Powerman Malaisie                 | Malaisie    | Médaille d'or     | 3 h 3 min 44 s  |
| 2010  | Powerman Malaisie                 | Malaisie    | Médaille d'or     | 3 h 1 min 57 s  |
| 2009  | Powerman Malaisie                 | Malaisie    | Médaille d'or     | 3 h 8 min 55 s  |
| 2008  | Championnats d'Europe de duathlon | Grèce       | Médaille d'or     | 1 h 59 min 54 s |
| 2007  | Championnats d'Europe de duathlon | Royaume-Uni | Médaille d'argent | 2 h 15 min 58 s |